# Egesina albomarmorata
Egesina albomarmorata là một loài bọ cánh cứng trong họ Cerambycidae.